# Igor Novikov
Pour les articles homonymes, voir Novikov.
 (octobre 2011).
Igor Dmitrievitch Novikov (en russe : И́горь Дми́триевич Но́виков), né le 10 novembre 1935 à Moscou (Russie), est un physicien théoricien, astrophysicien et cosmologiste russe d'origine soviétique, actuellement en poste à l'institut Niels-Bohr de l'université de Copenhague. Il est spécialiste de la physique de l'univers primordial et de l'étude du fond diffus cosmologique. Il est connu pour son principe de cohérence de Novikov sur les voyages dans le temps, qui affirme que la probabilité d'un événement incohérent (provoquant un paradoxe temporel) est nulle. 

## Travaux
Étudiant de Iakov Zeldovitch, il découvrit avec lui et Andreï Dorochkevitch les premiers indices qu'un trou noir n'a pas de cheveux. Il proposa avec Zeldovitch les méthodes astronomiques de recherche des trous noirs dans notre galaxie qui semble finalement avoir réussi. Il développa avec Kip Thorne, lauréat du prix Nobel de physique, la théorie des disques d'accrétion autour des trous noirs. Il prédit avec Dorochkevitch que les forces de marée près d'un trou noir doivent s'atténuer quand celui-ci vieillit. Il rechercha si les lois de la physique autorisent les machines à voyager dans le temps.
Un des enfants d'Igor Novikov, Dmitri Novikov, travaille également dans le domaine de la cosmologie où il compte plusieurs publications cosignées avec son père.